# Salsette
Salsette, en marâthî साष्टी, Sashti, en portugais Salsete, est une île du Maharashtra, sur la côte ouest de l'Inde. Elle abrite la métropole de Bombay et la ville de Thane.

## Historique et aspects culturels
L'île a été sous domination portugaise à partir de 1535, un territoire concédé par les nababs musulmans, en échange d'un appui contre les Mongols. À cette époque, les jésuites portugais convertissent une partie significative des communautés de pêcheurs locaux, les Kolis, au catholicisme. Ce territoire portugais aiguise les ambitions coloniales des néerlandais et des anglais. Le territoire est finalement cédé aux Anglais en 1775 jusqu’à l’indépendance de l’Inde en 1947.
Cette occupation coloniale portugaise explique en partie le maintien encore à ce jour d'une communauté catholique et d'églises, au sein du melting-pot de Bombay (devenue Mumbai en 1995) (une partie de la communauté catholique est aussi antérieure à la colonisation portugaise). Neuf églises ont été construites sur l'île de Salsette par les Portugais : Nirmal (1557), Nossa Senhora dos Remédios (1557), Sandor (1566), Agashi (1568), Nandakal (1573), Papdy (1574), Pale (1595), Manickpur (1606) et Nossa Senhora das Mercês (1606). L'église St Andrews et la basilique du Mont Mary à Bandra, la croix à Cross Maidan, l'église Gloria (1632) à Mazagaon et les vestiges d'une église à Santa Cruz sont les seuls lieux de culte qui ont survécu jusqu'à aujourd'hui. Des vestiges de fortifications portugaises subsistent également. Une bonne partie de l'activité touristique sur Bombay se situe en fait sur Salsette.

## Géographie
Salsette est dominée par une masse centrale de collines entourées de plaines. Elle est baignée par la mer d'Arabie à l'ouest et séparée du continent par la crique Thane au sud-est, par le fleuve Ulhas au nord-est et par la crique Vasai au nord.
Le point culminant est le pic conique de Kanheri (467 mètres) dans le parc national Sanjay Gandhi, à l'extrémité nord de l'île. Ce parc national est le plus grand du monde à l'intérieur des limites d'une ville, ce qui attire des animaux sauvages, léopards ou chiens errants notamment,.
Un certain nombre d'îles beaucoup plus petites se trouvent sur son flanc ouest. Il s'agit notamment de Bandra, Khar Danda, Juhu (une ancienne barre de sable linéaire s'élevant au-dessus du niveau de la mer d'un mètre ou deux seulement), Versova, Marve Island, Dharavi Island et Rai Murdhe, toutes dotées d'un noyau de collines, de plates-formes marginales taillées par les vagues et de plages de sable. Ces îles semblent être restées séparées jusqu'en 1808. Au moment de la rédaction de l'ancien Gazetteer of Thana en 1882, on pouvait atteindre ces îles à marée basse en traversant à pied les bras de mer qui les séparaient, à l'exception de l'île de Dharavi dans l'actuel Gorai (à ne pas confondre avec le bidonville près de Mahim), qu'il fallait atteindre en bateau. Ces îles ne sont plus séparées, ayant été jointes à Salsette par la poldérisation.